# Бухчева къща
Бухчевата къща се намира на улица „Цар Иван Шишман“ № 52 в Стара Загора.
Къщата е построена през 1910 г. за представителна приемна на важните гости в Стара Загора. По време на Балканската война в нея живее ген. Иван Фичев, началник на Щаба на армията. През 1912 – 1913 г. в нея отсяда и цар Фердинанд. Къщата е проектирана в стил сецесион от австрийски архитекти. Фасадата е богато украсена с колони, фрески, флорални мотиви, женски лица. Интериорът е с ефирни метални декоративни елементи, гоблени и стенописи. През 1920 г. къщата е продадена чрез публичен търг на индустриалеца Стоян Бухчев. След Деветосептемврийския преврат през 1944 г. къщата е национализирана и в нея се помещава щаб на Съюзническата контролна комисия. В периода на безстопанственост изчезват ценни стъклени витражи, уникални гоблени, старинни корнизи и оригиналните австрийски брави на вратите и прозорците, както и металната входна врата. По-късно в нея се помещава клуб на старозагорските художници. След 1989 г. е върната на наследниците. Внукът Димо Бухчев я реставрира и поддържа. В нея има ресторант и конферентна зала. В първото десетилетие на XXI в. в двора е изграден православен параклис „Св. Димитър“, който е осветен от Старозагорския митрополит Галактион. При първото си посещение в България, след изгнанието, в нея е посрещнат Симеон Сакскобургготски.